# فرودگاه فوکوئی
فرودگاه فوکوئی (به انگلیسی: Fukui Airport) یک فرودگاه همگانی است که یک باند فرود بتن دارد و طول باند آن ۱۲۰۰ متر است. این فرودگاه در کشور ژاپن قرار دارد .